# Stranger than Fiction (Bad Religion)
Stranger than Fiction è uno degli album di maggior successo dei Bad Religion, e primo album pubblicato il 30 agosto 1994 da una major (la Atlantic Records) e non più con la Epitaph Records.
Tuttavia l'uscita di questo lavoro è segnata da un evento che peserà sulla successiva produzione della band: Brett Gurewitz, poco dopo l'uscita del disco, abbandona i Bad Religion, ufficialmente per poter dedicare maggior tempo alla sua etichetta indipendente, la Epitaph Records, dopo l'inaspettato successo degli The Offspring. In realtà trapelarono molte voci secondo le quali il duo creativo Gurewitz-Graffin si sarebbe diviso a causa di dissensi tra i due, nati sia per i problemi di droga del primo, sia per l'accusa volta da Gurewitz al resto della band di essersi "venduti" alle major.
L'album non presenta particolari novità rispetto al precedente, con le consuete melodie su ritmi serrati; tuttavia, oltre a brani "tipici" dei Bad Religion (Incomplete, Better Off Dead, Tiny Voices), c'è spazio anche per brani più scanzonati e allegri (Stranger than Fiction, Hooray for Me...) e anche per una ballata, Slumber.

## Tracce
1. Incomplete - 2:38 - (Gurewitz)
2. Leave Mine to Me - 2:07 (Graffin)
3. Stranger than Fiction - 2:20 - (Gurewitz)
4. Tiny Voices - 2:36 - (Graffin)
5. The Handshake - 2:50 - (Graffin)
6. Better Off Dead - 2:39 - (Gurewitz)
7. Infected - 4:08 - (Gurewitz)
8. Television - 2:03 - (Gurewitz-Napolitano)
9. Individual - 1:58 - (Graffin)
10. Hooray for Me... - 2:50 - (Gurewitz)
11. Slumber - 2:39 - (Graffin)
12. Marked - 1:48 - (Gurewitz)
13. Inner Logic - 2:58 - (Graffin)
14. What It Is - 2:08 - (Graffin)
15. 21st Century (Digital Boy) - 2:49 - (Gurewitz)
16. News from the Front - (Gurewitz-Bentley-Schayer)* **
17. Markovian Process - (Graffin) (Graffin)* **
18. Leaders and Followers - (Graffin) (Graffin)**

*Bonus track presenti nelle versioni europea e brasiliana.
**Bonus track presente nella versione giapponese.

### Singoli collegati
1. 21st Century (Digital Boy) (CD1)
2. 21st Century (Digital Boy) (CD2)
3. 21st Century (Digital Boy) (Vinyl 12")
4. 21st Century (Digital Boy) (Vinyl 10")
5. Stranger than Fiction (CD), che contiene l'inedita Mediocrity (Graffin)
6. Stranger than Fiction (Vinyl)
7. Infected (CD1)
8. Infected (CD2)
9. Infected (Digipack)
10. Infected (Live EP)

## Formazione

### Gruppo
- Greg Graffin – voce
- Brett Gurewitz – chitarra
- Greg Hetson – chitarra
- Jay Bentley – basso
- Bobby Schayer – batteria

### Altri musicisti
- Tim Armstrong dei Rancid – voce su Television
- Jim Lindberg dei Pennywise – seconda voce su Marked